# Marie Stuart (champagne)
Marie Stuart is een champagnehuis dat sinds 1867 in Reims is gevestigd.
In 1897 werd de naam Marie Stuart door Maître Daubressem gekozen, de stichter van het bedrijf. Koningin Maria Stuart was bekend in de streek door de vele bezoeken die ze bracht aan de abdij Saint-Pierre-les-Dames te Reims. Zij logeerde daar bij haar tante abdis Renée de Lorraine, toenmalig abdis van de abdij. De champagne zoals wij die nu kennen heeft de koningin niet kunnen proeven omdat de méthode traditionnelle van Dom Pérignon pas in de vroege 18e eeuw werd ontwikkeld.
Het bedrijf is eigendom van de "Groupe Thiénot" die ook de huizen Thiénot, Joseph Perrier en Canard-Duchêne bezit. Het huis verkoopt twee cuvées de prestige; de Marie Stuart Cuvée de la Sommelière en de Marie Stuart Brut Millésime (Vintage) die alleen in goede wijnjaren gemaakt kan worden.
Het bedrijf richt zich vooral op Italië waar de concurrentie met de veel zoetere lokale schuimwijnen zoals de van muskaatdruiven gemaakte Asti spumante wordt aangegaan.
Marie Stuart verwerkt druiven uit drie gebieden van de AOC Champagne; de Côte des Blancs waar vooral chardonnay groeit, de Montagne de Reims met vooral pinot noir en de vallei van de Marne. In de in de krijtrotsen onder Reims uitgehouwen kelders ("crayéres") laat dit huis 5 miljoen flessen champagne rijpen.

## Champagnes
- De Champagne Brut Tradition is de Brut Sans Année, de meest verkochte champagne en het visitekaartje van het huis. De wijn is een assemblage van 25% chardonnay, 60% pinot noir en 15% pinot meunier. De flessen hebben drie jaar op gist gerijpt.
- De Champagne Demi-Sec is gelijk aan de Brut maar kreeg in de liqueur d'expédition een hogere dosage suiker zodat de wijn vrij zoet is.
- De Champagne Brut Rosé is gelijk aan de Brut maar werd om een roséchampagne de gewenste kleur te geven aangelengd met rode wijn uit het champagnegebied.
- De Champagne Brut Millésime 1997 werd van druiven uit dat ene goede wijnjaar gemaakt en is dus een Millésime. Bij de assemblage uit 80% chardonnay en 20% pinot noir werd afgezien van de pinot meunier.
- De Champagne Cuvée de La Sommelière werd van 90% chardonnay en 10% pinot noir gemaakt. De wijn heeft vijf jaar op gist gerijpt.